# 孝基
孝基（こうき）は、南北朝時代の北魏で北海王元顥が建てた私元号。529年。

## 西暦との対照表
| 孝基 | 元年  |
| 西暦 | 529年 |
| 干支 | 己酉  |